# Лиепиньш, Эмилс
Эмилс Лиепиньш (латыш. Emīls Liepiņš); (род. 29 октября 1992, Добеле, Добельский район) — латвийский профессиональный шоссейный велогонщик, выступающий c 2020 года за команду мирового тура  «Lidl-Trek».

## Достижения
2012
3-й Гран-при Юрмалы
2014
3-й Тур Эстонии — Генеральная классификация
2016
3-й Тур Яньчэна
5-й Кубок Минска
10-й Гран-при Минска
2017
3-й Тур Хайнаня — Генеральная классификация
3-й Dookoła Mazowsza — Генеральная классификация
3-й Кубок Минска
2018
1-й  Baltic Chain Tour — Генеральная классификация
1-й   — Очковая классификация
1-й — Этап 2
1-й Пореч Трофи
1-й Хейстсе Пейл
1-й — Этап 3 Истриан Спринг Трофи
4-й Гран-при Словенской Истрии
4-й Кубок Минска
5-й Гран-при Минска
8-й Rutland–Melton CiCLE Classic
2019
1-й — Этап 1а Международная неделя Коппи и Бартали
3-й Чемпионат Латвии — Индивидуальная гонка
4-й Тур Дренте
4-й Тур Лимбурга
5-й Чемпионат Латвии — Групповая гонка
6-й Тур де Еврометрополь
8-й Схелдепрейс
10-й Circuit de Wallonie
2020
6-й Trofeo Campos, Porreres, Felanitx, Ses Salines
9-й Trofeo Playa de Palma - Palma